# Zawady Oleckie
Zawady Oleckie (Zawada, niem. Schwalgenort, do 1938 Sawadden) – wieś w Polsce położona w województwie warmińsko-mazurskim, w powiecie oleckim, w gminie Kowale Oleckie.
W latach 1975–1998 miejscowość administracyjnie należała do województwa suwalskiego.
Wieś założona w 1541 r., wtedy to starosta książęcy Kasper von Aulack sprzedał Jakubowi Litwinowi 3 włóki sołeckie, w celu założenia na 30 włókach wsi czynszowej na prawie chełmińskim.
Szkoła we wsi powstała 1757 r., niebawem jednak uległa likwidacji i ponownie została uruchomiona na przełomie XVIII i XIX wieku. W 1938 roku w Zawadach mieszkało 340 osób. W 1938 władze hitlerowskie zmieniły nazwę na Schwalgenort.
Zawady Oleckie w różnych okresach stanowiły wspólną jednostkę administracyjną z Małą Zawadą (Klein Sawadden, od 1938 Kleinschwalgenort), Leśnictwem Szwałk, osadą Górka oraz Ilgenthalem (Ilgental), gdzie w 1705 roku założono osadę szkatułową.
Ilgental – nieistniejąca już osada, gdzie 11 października 1708 roku leśniczy G. F. Dinge otrzymał 2 włóki lasu między dużym i małym jeziorem Ilgental w celu założenia młyna. Czynsz, płacony od św. Trójcy 1717 roku, ustalono w wysokości 40 marek czynszu od młyna i 20 marek od ziemi. Dinge otrzymał także jeszcze za dodatkową opłatą 20 morgów łąki i mógł korzystać z wolnego połowu ryb dla własnych potrzeb w Dużym Jeziorze Ilgental (obecnie inna nazwa jeziora).